# Chocolaterie Nougalet
La chocolaterie Nougalet est une marque déposée de chocolats artisanaux du sud de la France.

## Histoire
En 1930, Roger Polin et sa sœur Jeanne Rousselle créent à Alet-les-Bains un fonds de commerce de fabrication et vente de nougats, qu'ils nomment Établissement Nougalet (mot-valise contractant les mots nougat et Alet, du nom de la commune d'implantation). 
En 1951, l'entreprise est immatriculée et prend le nom d'Établissements Nougalet, fabrique de nougat, implantée Promenade des Platanes, toujours à Alet-les-Bains. Les associés sont Paul Embry, Éléonore Lemaire et Roger Polin.
L'artisan-chocolatier Marc Velllut rachète le fonds en 1958 et le déménage à Luc-sur-Aude. La société est reprise en 1989, par Jérome Radot.
En 2008, l'entrepreneur Éric Monterrat reprends les rênes de l'entreprise ; cette dernière déménage à Trèbes, près de Carcassonne, en 2022, où l'usine de fabrication passe d'une superficie de 1 600 m² à environ 6 000 m².

## Production
Les chocolats et confiseries Nougalet sont artisanaux. Le choix des matières premières et la fabrication sont soumis à un cahier des charges strict. Les chocolats Nougalet sont fabriqués directement à partir des fèves de cacao provenant des pays suivants : Côte-d'Ivoire, Équateur, République Dominicaine, Papouasie et Sao Tome.
Toutes les étapes sont effectuées par les artisans de la chocolaterie, du choix des fèves à leur torréfaction jusqu'au conchage. 
Les produits fabriqués vont de la simple tablette de chocolat à la pâte à tartiner, en passant notamment par des macarons (appelés macaronias) et des confiseries diverses.

## Commercialisation
Les produits sont vendus en France, au profit de boulangeries ou magasins revendeurs, et également exportés à l'étranger.

## Tourisme

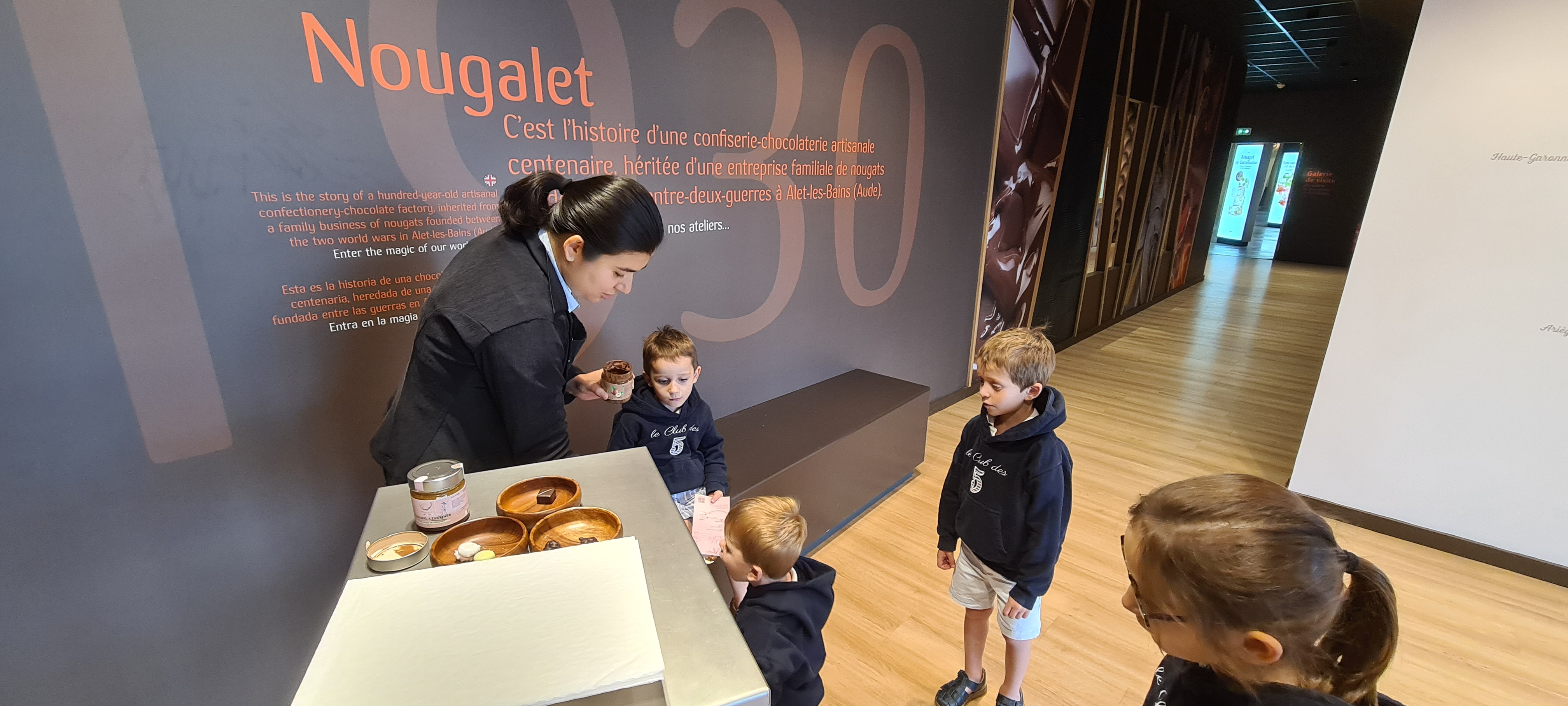
Dégustation de pâte à tartiner.

Les ateliers, situés à Trèbes, peuvent être visités librement, ou en visite guidée. Une dégustation préalable à la visite peut aussi être choisie sur option.
Le visiteur visionne un film de quelques minutes montrant les étapes de fabrication et  la construction de l'atelier de Trèbes, avant d'arpenter de longs couloirs vitrés lui permettant de voir les ouvriers travailler les produits au travers de différents ateliers : 
- atelier bonbons, nougats et caramels ;
- atelier cuisine ;
- atelier macaronias ;
- atelier dragéifiés ;
- atelier assemblage ;
- atelier pralinés ;
- atelier moulage et coulage ;
- atelier laboratoire ;
- atelier enrobage ;
- atelier enveloppage.

La visite se termine par la visite du magasin, à-côté duquel se trouve un bar permettant de déguster des boissons chocolatées.